# 好きと言いなさい
「好きと言いなさい」（すきといいなさい）は、1985年7月22日に発売された本田美奈子の2枚目のシングル(EP: WTP-17741)。

## 解説
当初はデビュー曲としてリリースされる予定だったが、本田の強い希望で「殺意のバカンス」がデビュー曲となり、本作は2作目となった。

## 収録曲
（全作詞：売野雅勇、作曲：筒美京平）
1. 好きと言いなさい
編曲：船山基紀
2. 暗闇に緋いドレス
編曲：中村哲

## 収録アルバム
- 「好きと言いなさい」
  - 『ザ・ヴァージン・コンサート』（1986年2月20日） - ライブバージョン
  - 『ゴールデンベスト ニューベストナウ』（1987年6月5日）
  - 『Look over my shoulder』（1988年10月26日）
  - 『best now』（1989年9月13日, 1990年11月14日）
  - 『SHANGRI-LA BEST POP COLLECTION』（1990年12月12日）
  - 『Big Artist Best Collection』（1994年12月7日）
  - 『TWIN BEST』（1998年5月13日）
  - 『2000 millennium BEST』（2000年5月24日）
  - 『GOLDEN☆BEST 本田美奈子』（2003年6月25日）
  - 『本田美奈子BOX』（2004年12月15日）
  - 『NEW BEST 1500』（2005年8月24日）
  - 『CD & DVD THE BEST』（2005年12月7日）
  - 『ANGEL VOICE 〜本田美奈子.メモリアル・ベスト〜』（2007年4月18日）
  - 『ゴールデン☆アイドル 本田美奈子』(2014年7月30日)
  - 『エッセンシャル・ベスト 1200 本田美奈子』 (2018年3月21日)
- 「暗闇に緋いドレス」
  - 『ザ・ヴァージン・コンサート』（1986年2月20日） - ライブバージョン
  - 『MINAKO COLLECTION』（1986年12月20日）
  - 『ゴールデンベスト ニューベストナウ』（1987年6月5日）
  - 『本田美奈子BOX』（2004年12月15日）
  - 『ゴールデン☆アイドル 本田美奈子』(2014年7月30日)

## TV
- 『アンナイト』
- 『EXPOスクランブル』
- 『大きなお世話だ!』
- 『おはようスタジオ』
- 『カックラキン大放送
- 『歌謡ドッキリ大放送』
- 『クイズ・ドレミファドン!』
- 『スーパージョッキー』
- 『日本テレビ音楽祭』
- 『8時だョ!全員集合』
- 『ふりーばる』
- 『ヤンヤン歌うスタジオ』
- 『レッツGOアイドル』
- 『レッツゴーヤング』